# Zoran Simović
Zoran Simović (* 2. November 1954) ist ein ehemaliger jugoslawischer Fußballspieler.

## Karriere
Simović begann seine Karriere 1975 bei Napredak Kruševac und wechselte 1980 zu Hajduk Split. 1983 wurde er zu Jugoslawiens Fußballer des Jahres gewählt und gewann 1984 mit Hajduk den jugoslawischen Pokal. 1984 wechselte er in die Türkei zu Galatasaray Istanbul und wurde dort zweimal türkischer Fußballmeister. Er gewann außerdem einmal den türkischen Pokal und zweimal den türkischen Supercup. In die Zeit seines Engagements in Istanbul fiel die Einberufung zur Nationalmannschaft Jugoslawiens, welche an der Fußball-Europameisterschaft 1984 in Frankreich teilnahm. Simović wurde bei diesem Turnier zweimal eingesetzt, jedoch schied Jugoslawien in der Gruppenphase aus. Simović beendete seine Karriere 1990.

## Erfolge
- einmal jugoslawischer Pokalsieger 1984
- zweimal türkischer Meister 1987, 1988
- einmal türkischer Pokalsieger 1985
- zweimal türkischer Supercupsieger 1987, 1988
- Fußballer des Jahres 1983 in Jugoslawien